# Big Spring (Missouri)
Big Spring – jednostka osadnicza w Stanach Zjednoczonych, w stanie Missouri, w hrabstwie Montgomery.